# Richard Uhlemeyer

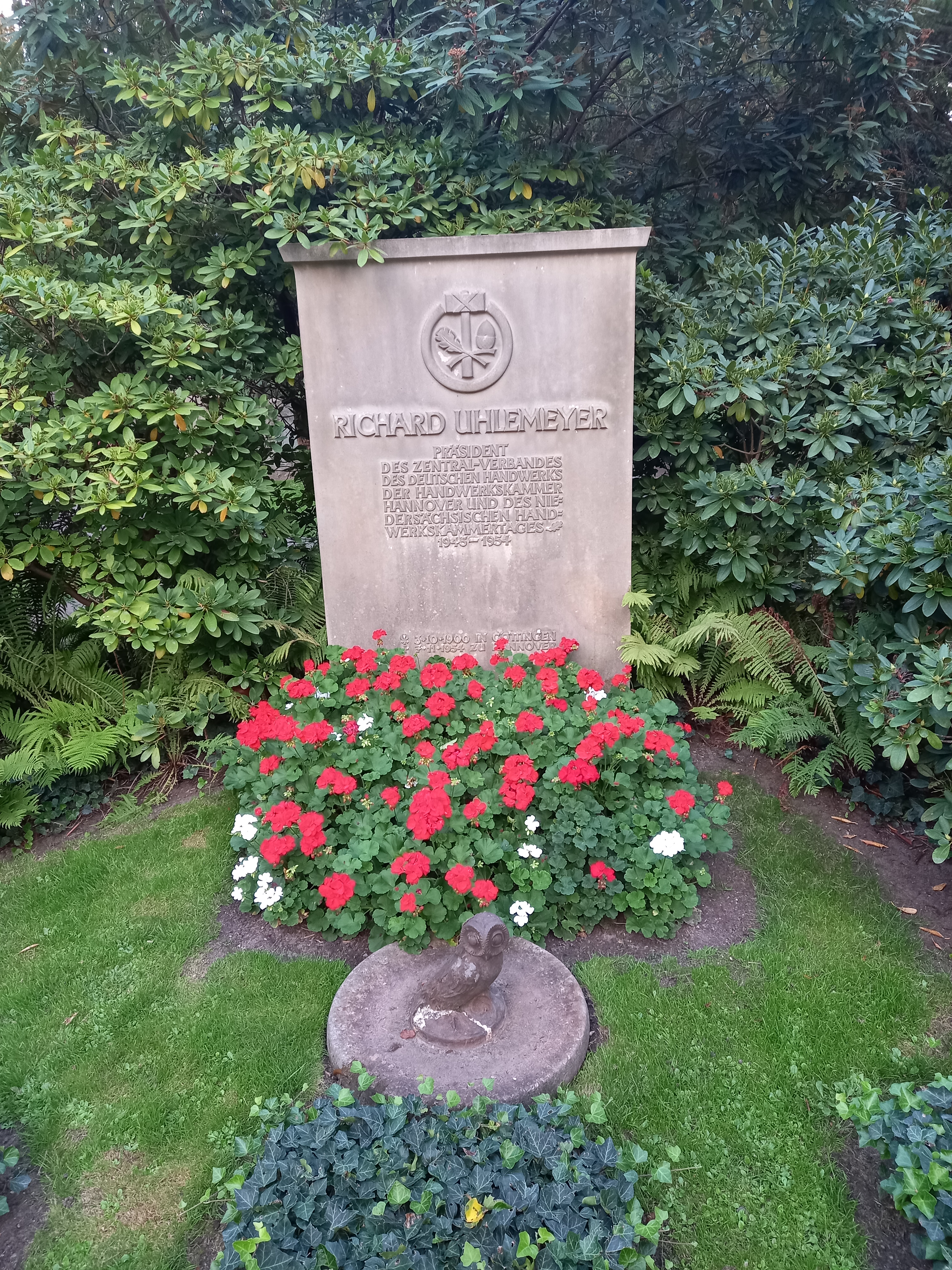
Das Grab von Richard Uhlemeyer auf dem Stadtfriedhof Engesohde in Hannover

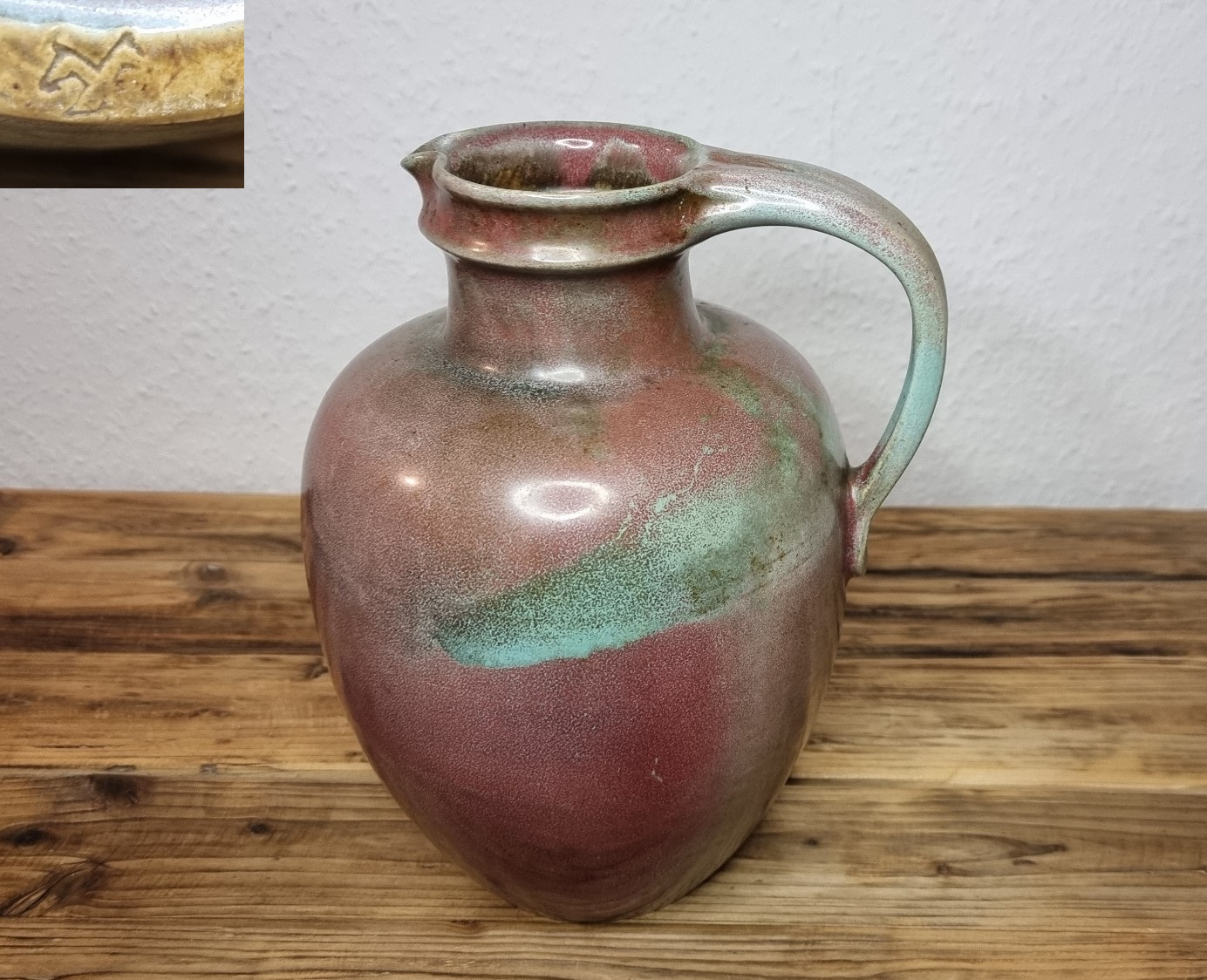
Krugvase von Richard Uhlemeyer mit der Pressmarke der Töpferei. H:25cm.

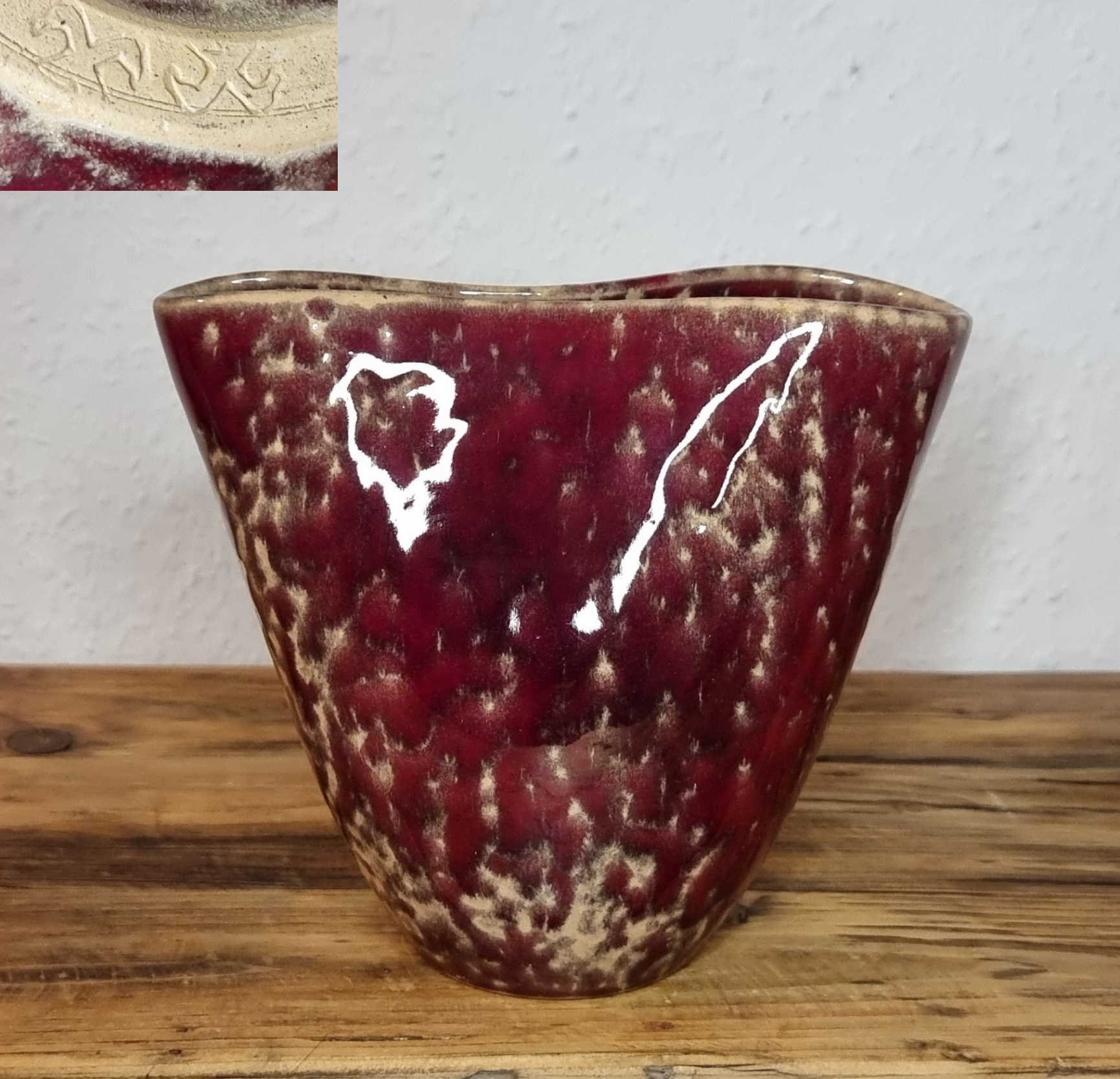
Vase mit sog. "Ochsenblut-Glasur" von Richard Uhlemeyer mit der gepressten Künstlermarke "Hannoversche Pferdeköpfe".

Richard Uhlemeyer (* 3. Oktober 1900 in Göttingen; † 7. November 1954 in Hannover) war ein deutscher Kunsthandwerker, Unternehmer und von 1949 bis 1954 erster Präsident des Zentralverbandes des Deutschen Handwerks (ZDH).

## Leben
Richard Uhlemeyer besuchte in den 1920er Jahren die Kunstgewerbeschule- und Handwerkerschule Hannover und studierte u. a. bei Ludwig Vierthaler Bildhauerei.
Nach dem Studium war er zunächst freiberuflich tätig, gründete dann 1930 einen Großhandel mit kunsthandwerklichen Erzeugnissen und fünf Jahre später eine Töpferei, welche unter dem Namen Kunsthandwerk Richard Uhlemeyer überregionale Bekanntheit erlangte.
Durch sein unternehmerisches und organisatorisches Geschick gelang es ihm, innerhalb der hannoverschen und deutschen Handwerkspolitik, eine wichtige Position einzunehmen. So wurde er 1945 zum Präsidenten der Handwerkskammer Hannover gewählt und bereits vier Jahre später zum ersten Präsidenten des ZDH.
Während seiner Amtszeit setzte er sich für die Belange der mittelständischen Wirtschaft ein und sprach sich gegen eine weitere Bevorzugung der Industrie gegenüber dem Handwerk aus.
Kurz nach seiner Wiederwahl zum Präsidenten starb Uhlemeyer 1954 infolge eines Herzschlags.
Handgetöpferte Objekte des Künstlers wurden mit einer gepressten Marke "Hannoversche Pferdeköpfe" gekennzeichnet. 